# Suchedniów
Suchedniów (udtale: [suˈxɛdɲuf])   er en by i den nordlige del af  voivodskabet Święty Krzyż i  den sydøstlige del af Polen, i den historiske region Lillepolen. Byen  har 7.820(2021) indbyggere og et areal på 59,40 km², og er en del af powiatet Skarżysko.